# Piracema
Piracema is een gemeente in de Braziliaanse deelstaat Minas Gerais. De gemeente telt 6.785 inwoners (schatting 2009).

## Aangrenzende gemeenten
De gemeente grenst aan Carmópolis de Minas, Crucilândia, Desterro de Entre Rios, Itaguara, Passa Tempo en Piedade dos Gerais.